# Dominoes
Dominoes es una canción de Paul McCartney como parte de su álbum Egypt Station, publicado en 2018. 

## Historia
Dominoes fue grabada en 2017, durante el proceso de grabación del álbum Egypt station. En palabras del propio McCartney es una canción que resume las reacciones que puede tener cualquier situación en la vida. Al respecto mencionaría: "Es un tema sobre las personas, sobre cómo las cosas están realmente bien, pero no siempre parecen estar bien. Y luego obtuve esta imagen de dominó, ya sabes, cuando la gente alinea esas millones de fichas y luego suelta la primera para hacer deslizar la secuencia. Así que me imaginé que era un símbolo de la vida y, ya sabes, cómo una pequeña acción puede tener un efecto tan grande en esta enorme línea de dominó".
Así mismo, el músico señalaría al respecto que la grabó como una canción muy personal, describiendo que el mismo ha pasado por diferentes situaciones de vida, pero esta continúa.